# Landtagswahlkreis Bergen
Der Wahlkreis Bergen ist ein Wahlkreis zur Wahl des niedersächsischen Landtags. Er liegt im Landkreis Celle und umfasst die Stadt Bergen, die Gemeinden Eschede, Faßberg, Südheide und Winsen (Aller), die Samtgemeinden Flotwedel, Lachendorf und Wathlingen sowie den gemeindefreien Bezirk Lohheide. Der Wahlkreis gliedert sich in 110 Wahlbezirke und existiert in dieser Form seit der Landtagswahl 1982, bis 2003 als Wahlkreis Celle-Land.

## Landtagswahl 2017
Zur Landtagswahl in Niedersachsen 2017 traten im Wahlkreis Bergen sieben Direktkandidaten an. Direkt gewählte Abgeordneter ist Jörn Schepelmann (CDU). Maximilian Schmidt (SPD) rückte im November 2021 in den Landtag nach. Der Wahlkreis trug die Wahlkreisnummer 45.
| Partei                | Direktkandidat           | Erststimmen | Zweitstimmen |
| --------------------- | ------------------------ | ----------- | ------------ |
| CDU                   | Jörn Schepelmann         | 43,3        | 39,9         |
| SPD                   | Maximilian Schmidt       | 33,9        | 32,6         |
| Bündnis 90/Die Grünen | Annegret Pfützner        | 5,2         | 6,2          |
| FDP                   | Charles Sievers          | 6,7         | 8,3          |
| DIE LINKE             | Ines Lehr                | 2,8         | 3,0          |
| AfD                   | Jens-Christoph Brockmann | 7,0         | 7,4          |
| BGE                   |                          |             | 0,1          |
| DM                    |                          |             | 0,1          |
| Freie Wähler          | Michael Osterloh         | 1,2         | 0,7          |
| LKR                   |                          |             | 0,0          |
| ÖDP                   |                          |             | 0,1          |
| Die PARTEI            |                          |             | 0,5          |
| Tierschutzpartei      |                          |             | 0,7          |
| Piratenpartei         |                          |             | 0,2          |
| V-Partei³             |                          |             | 0,1          |

Die Wahlbeteiligung lag mit 65,4 % über dem Landesdurchschnitt dieser Wahl.

## Landtagswahl 2013
Zur Landtagswahl in Niedersachsen 2013 traten im Wahlkreis Bergen sieben Direktkandidaten an. Direkt gewählte Abgeordneter ist Ernst-Ingolf Angermann (CDU). Über die Landesliste zog auch Maximilian Schmidt (SPD) in den Landtag ein.
| Partei                | Direktkandidat         | Erststimmen | Zweitstimmen |
| --------------------- | ---------------------- | ----------- | ------------ |
| CDU                   | Ernst-Ingolf Angermann | 49,3        | 40,7         |
| SPD                   | Maximilian Schmidt     | 34,1        | 29,4         |
| FDP                   | Ilja Führer            | 2,7         | 12,2         |
| Bündnis 90/Die Grünen | Sebastian Baumeister   | 6,8         | 10,0         |
| DIE LINKE             | Jörg Lehr              | 2,2         | 2,3          |
| Freie Wähler          | Ulrich Kaiser          | 3,2         | 1,9          |
| Piratenpartei         | Gunnar Dingler         | 1,7         | 1,9          |
| NPD                   |                        |             | 1,0          |
| Die Freiheit          |                        |             | 0,2          |
| PBC                   |                        |             | 0,2          |
| Bündnis 21/RRP        |                        |             | 0,0          |

Die Wahlbeteiligung betrug 60,8 %.

## Landtagswahl 2008
Zur Landtagswahl in Niedersachsen 2008 traten im Wahlkreis Bergen sieben Direktkandidaten an. Direkt gewählte Abgeordneter ist Karl-Heinrich Langspecht  (CDU). Der Wahlkreis trug die Wahlkreisnummer 45.
| Partei                | Direktkandidat           | Erststimmen | Zweitstimmen |
| --------------------- | ------------------------ | ----------- | ------------ |
| CDU                   | Karl-Heinrich Langspecht | 51,5        | 48,9         |
| SPD                   | Rolf Meyer               | 27,9        | 25,6         |
| FDP                   | Ralf Überheim            | 5,8         | 9,2          |
| Die Linke             | Volker Petran            | 5,3         | 5,8          |
| Bündnis 90/Die Grünen | Gerald Sommer            | 5,3         | 5,6          |
| NPD                   | Dennis Bührig            | 2,2         | 2,4          |
| Freie Wähler          | Wolfgang Marquardt       | 1,9         | 0,7          |
| Tierschutzpartei      |                          |             | 0,5          |
| FAMILIE               |                          |             | 0,4          |
| PBC                   |                          |             | 0,3          |
| Volksabstimmung       |                          |             | 0,2          |
| Die Grauen            |                          |             | 0,2          |
| Die Friesen           |                          |             | 0,1          |
| ÖDP                   |                          |             | 0,1          |

Die Wahlbeteiligung lag bei 56,5 %.

## Landtagswahl 2003
Bei der Wahl 2003 trug der Wahlkreis die Wahlkreisnummer 56. Direkt gewählter Kandidat war Karl-Heinrich Langspecht (CDU).
| Partei                | Direktkandidat           | Erststimmen | Zweitstimmen |
| --------------------- | ------------------------ | ----------- | ------------ |
| CDU                   | Karl-Heinrich Langspecht | 56,4        | 53,8         |
| SPD                   | Rolf Meyer               | 29,3        | 28,8         |
| FDP                   | Albrecht Hoppenstedt     | 4,7         | 8,5          |
| Bündnis 90/Die Grünen | Hans-Albert Lennartz     | 4,4         | 5,6          |
| REP                   | Wilhelm-Claus Köhler     | 1,7         | 1,4          |
| PRO                   |                          | -           | 1,0          |
| PDS                   |                          | -           | 0,4          |
| PBC                   | Gabriele Häusler         | 0,4         | 0,4          |
| Die Grauen            |                          | -           | 0,2          |
| ÖDP                   |                          | -           | 0,1          |
| Einzelbewerber        | Wolfgang Marquardt       | 3,0         | -            |

Die Wahlbeteiligung lag bei 69,1 %